# Karadímas
Karadímas (Karadimas) är en ort i Grekland.   Den ligger i regionen Epirus, i den centrala delen av landet, 300 km nordväst om huvudstaden Aten. Karadímas ligger 595 meter över havet och antalet invånare är 195.
Terrängen runt Karadímas är varierad.Runt Karadímas är det ganska glesbefolkat, med 35 invånare per kvadratkilometer. Närmaste större samhälle är Ioánnina, 10,9 km nordväst om Karadímas. Trakten runt Karadímas består till största delen av jordbruksmark.